# Citroën Ami 8
La Ami 8 è un'autovettura di fascia medio-bassa prodotta dalla Citroën tra il 1969 ed il 1979. È stata un'evoluzione della Ami 6 di cui prese il posto nel listino della casa francese.

## Storia
Nel 1968 la Renault, da sempre una delle principali concorrenti della Citroën, lanciò la R6, una derivata più grande e confortevole della R4. Il nuovo modello Renault si poneva in diretta concorrenza con la Dyane, che con criterio analogo Citroën aveva derivato dalla 2CV. Similmente, la Casa del "double chevron" decise in quella seconda metà del decennio di rivedere ed aggiornare la sua Ami 6, che occupava un livello superiore rispetto alla coppia 2CV/Dyane, che stava mostrando la sua anzianità di progetto con cali consistenti nelle vendite.
La genesi della sostituta della Ami 6 fu in realtà piuttosto rapida in quanto, come si è già detto, si sarebbe trattato solo di rivisitare il modello già esistente per renderlo ancor più pratico e fruibile. Il reparto design, diretto da Robert Opron, mise mano all'ultima fatica di Flaminio Bertoni (scomparso da pochi anni, nel 1964) con l'idea di ridisegnare specialmente la parte posteriore della vettura, e ciò nonostante il parere ostile del presidente Pierre Bercot, il quale ha sempre manifestato una grande avversità verso le vetture con portellone posteriore perché gli ricordavano troppo un mezzo commerciale.
D'altro canto proprio in quel periodo stavano cominciando a diffondersi i primi modelli con portellone, basti pensare alla Simca 1100 e all'Autobianchi Primula, mentre la Renault stava estendendo tale concetto anche a fasce di mercato superiori con l'introduzione della Renault 16. Insomma, i tempi erano cambiati e la gente stava cominciando ad orientarsi maggiormente verso l'aspetto pratico di un'auto, come peraltro testimoniò anche l'impennata di vendite della Ami 6 nel momento in cui, nell'agosto del 1964, fu lanciata la versione Break.
In ogni caso, per non turbare troppo gli animi del presidente Bercot, Opron evitò di dotare la Ami 8 di un vero portellone, e si limitò ad un semplice sportello incernierato alla base del lunotto.

### Debutto
Il debutto della nuova vettura, denominata Ami 8 per stabilire un filo conduttore che la legasse alla precedente Ami 6, fu organizzato su più livelli: si cominciò nel febbraio del 1969 con il solleticare la curiosità del pubblico affiggendo in tutta la Francia manifesti con giochi di parole che introducevano alla vettura, ma senza svelarla. L'11 marzo dello stesso anno vi furono due eventi: da un lato la presentazione ufficiale della Ami 8 al Salone di Ginevra e dall'altro la riunione tenuta dai vertici Citroën a Lione, in cui la vettura fu presentata ai concessionari presenti sul territorio francese. Nei giorni tra il 12 ed il 15 marzo, i manifesti del mese precedente vennero sostituiti da altri in cui la vettura definitiva fu finalmente svelata. A partire dal 17 marzo, cominciarono le campagne pubblicitarie radiofoniche ed anche le prime comparse negli spazi pubblicitari di alcuni quotidiani. Contemporaneamente i primi esemplari apparvero nei concessionari francesi, in maniera tale da poter essere toccati con mano da quella potenziale clientela che non aveva avuto modo di vedere la vettura a Ginevra, oppure di coloro che volevano provarla su strada. All'inizio del mese di aprile, la campagna di lancio della nuova Citroën poté considerarsi conclusa. Vi fu il tempo di diffondere altri annunci pubblicitari su altre riviste francesi di quel periodo, alcune delle quali ebbero modo di essere tirate in oltre un milione di copie.

#### Design esterno ed interno

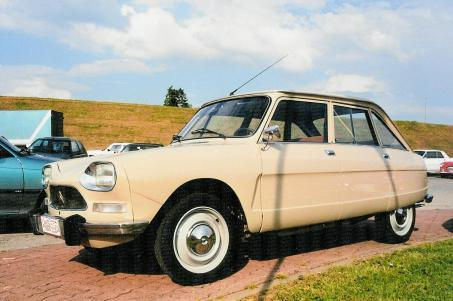
Ami 8 in versione berlina

Pur avendo la Casa del "double chevron" cercato di dissimulare la parentela tecnica e stilistica con il modello precedente, la Ami 8 fu di fatto una versione riveduta e corretta della Ami 6.
Le novità stilistiche non furono comunque poche: la più evidente era riscontrabile nella zona posteriore della carrozzeria, dove la precedente ed anticonformista coda dal montante rovesciato fu sostituita da una coda di tipo fastback, più pratica e meno trasgressiva, anche se, come si è già detto, anche tale genere di vetture stava cominciando proprio in quel periodo a ritagliarsi una propria fetta di mercato e a divenire un segmento quasi a sé.
La Ami 8, però, montava ancora uno sportello che non inglobava il lunotto. Nella parte posteriore, anche il montante assunse un andamento di tipo più convenzionale, che contribuì ad accrescere la capacità del bagagliaio. I fari posteriori erano di nuovo disegno, quadrangolari e di piccole dimensioni. I paraurti, sia anteriori che posteriori, erano provvisti di rostri ricoperti in gomma. Rimanendo nella zona posteriore, tra i rostri era posizionato un alloggiamento per la luce destinata all'illuminazione della targa.
Il frontale, sebbene fosse a prima vista quasi immutato, in realtà sfoggiava una nuova calandra trapezoidale ed un nuovo cofano motore in cui la famosa concavità presente nella Ami 6 è stata accentuata per rendere più gradevole e meno tormentato il disegno della zona anteriore. Inoltre, i fari non erano più sovrastati dalla nervatura costituita dalla battuta del cofano motore e che andava a proseguire fino ai parafanghi: tale nervatura venne eliminata per contribuire alla pulizia del disegno del muso.
La vista laterale della Ami 8 evidenziava anch'essa una novità, che non stava semplicemente nel fatto di apprezzare meglio il disegno della coda, bensì nella sua superficie vetrata laterale, passata da due a tre finestrini, per un totale di otto, se si comprendono anche lunotto e parabrezza. Due finestrini in più, quindi, una soluzione destinata a conferire maggior luminosità all'abitacolo e a favorire la visibilità in manovra.
L'abitacolo della Ami 8 era più grande specialmente nella zona posteriore, e non mancavano neppure qui alcune novità: il posto guida, ad esempio, vide un nuovo cruscotto ed una nuova plancia, maggiormente imbottiti per attutire le conseguenze di un urto. Il volante era invece lo stesso della Ami 6, ma i pannelli porta, il cruscotto ed i sedili furono anch'essi di nuovo disegno.

#### Tecnica
Strutturalmente, la Ami 8 riprende le soluzioni già viste nella Ami 6, e quindi si ritrova il telaio a pianale su cui veniva imbullonata la carrozzeria. Anche il comparto sospensioni riprese le geometrie tipiche delle ultime Ami 6, vale a dire con ruote indipendenti, molle elicoidali, molloni orizzontali di compensazione, ammortizzatori anteriori idraulici telescopici, ammortizzatori posteriori ad inerzia e barra antirollio all'avantreno. Rimasero quindi immutate le eccezionali doti di tenuta della strada che già avevano convinto oltre un milione di clienti della Ami 6.
Invariato anche l'impianto frenante a quattro tamburi, di cui quelli anteriori erano entrobordo, all'uscita del differenziale, mentre quelli posteriori erano fissati sui mozzi ruota. Lo sterzo era anch'esso mutuato dalla Ami 6, ma era più demoltiplicato ed il piantone dello sterzo aveva un'inclinazione diversa.
Identico anche il motore, lo stesso bicilindrico boxer raffreddato ad aria con testate in lega di alluminio, distribuzione a valvole in testa, cilindrata di 602 cm³ e potenza massima di 35 CV SAE (o 32 CV DIN).
Il cambio previsto era manuale a 4 marce, con frizione monodisco a secco, anche in questo caso lo stesso della Ami 6. In alternativa era però possibile optare per un cambio a frizione centrifuga.

### Evoluzione

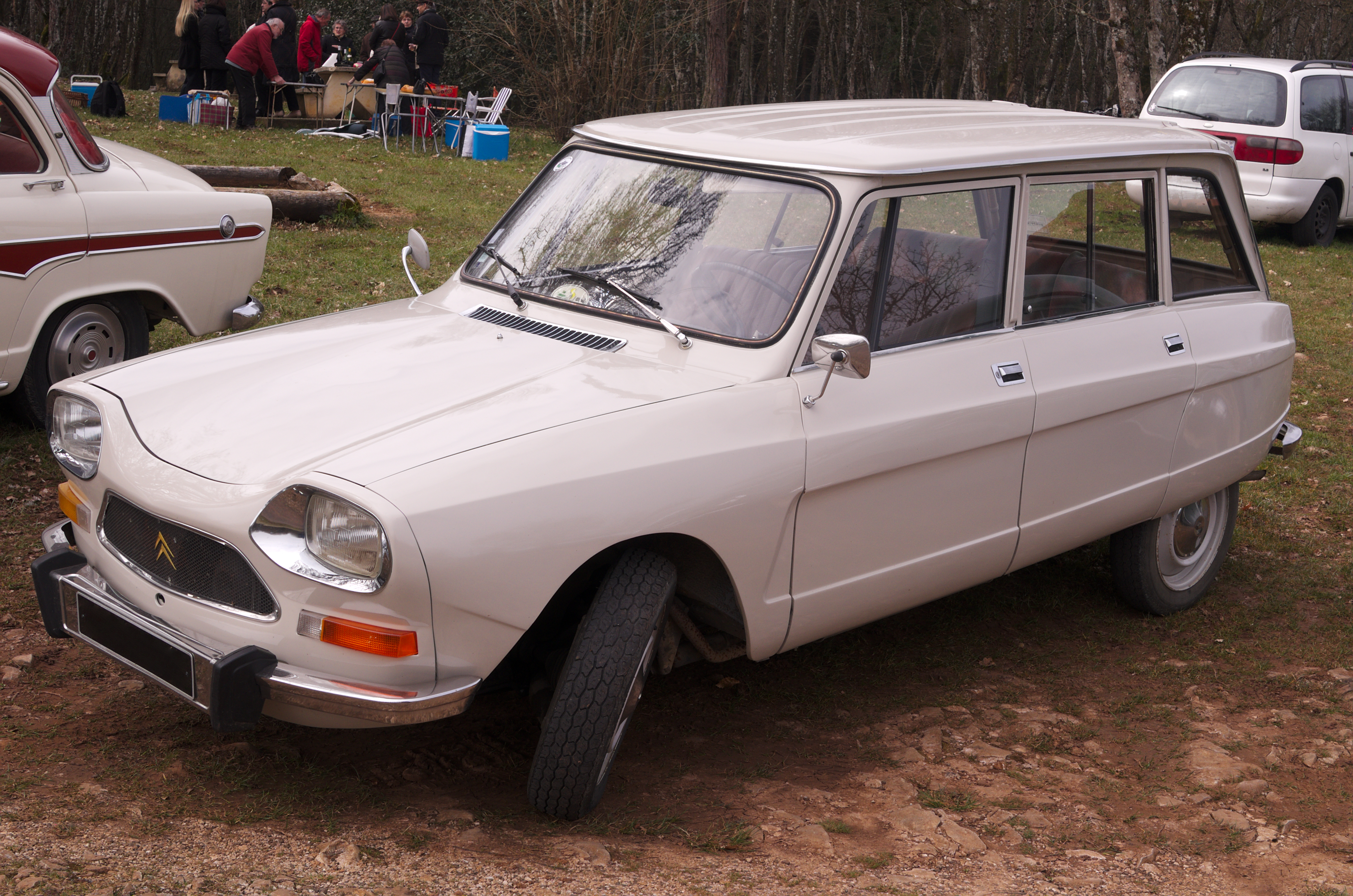
Una Ami 8 Break

Al suo debutto, la Ami 8 fu proposta in due varianti di allestimento, Confort e Club. Quest'ultimo, che era l'allestimento di punta, comprendeva nella dotazione anche i sedili anteriori reclinabili e rivestiti in tessuto e skai, pavimento rivestito in moquette e cornici dei finestrini cromate. Le Ami 8 dei primi anni non avevano il classico stemma del "double chevron" sulla calandra.
Nel settembre del 1969, sei mesi dopo il lancio, la gamma si arricchì con la Ami 8 Break, che sostituì la versione giardinetta dalla Ami 6.
Contemporaneamente, anche la Ami 6 Service, cioè la Break destinata ad un utilizzo commerciale, venne sostituita dalla Ami 8 Service.
Entrambe queste versioni erano dotate di un vero portellone che agevolava l'introduzione di bagagli, merci ed attrezzature da lavoro. La Service differiva dalla Break per l'assenza delle portiere posteriori e poteva essere ordinata con cassone posteriore finestrato o lamierato.
Ma in quell'inizio di autunno del 1969 vi furono altre novità per la gamma Ami 8, la più importante delle quali fu l'arrivo dei freni anteriori a disco. In occasione di tale aggiornamento venne rivisto interamente l'impianto frenante, che ricevette un nuovo liquido freni e nuovi cilindretti posteriori per i tamburi.
Nei due anni seguenti non vi furono che aggiornamenti di dettaglio, principalmente nel sistema di lubrificazione del motore, che ricevette migliorie nel novembre del 1970. Alla fine dello stesso anno, la Ami 8 raggiunse i 111.627 esemplari prodotti, cifra che costituirà l'apice della produzione della Ami 8. Si arrivò così al settembre del 1971, quando la Ami 8 vide l'arrivo di ammortizzatori idraulici telescopici anche al retrotreno.
Nel 1972 la calandra ricevette un nuovo logo dorato, fino a quel momento assente, mentre nel gennaio del 1973 vi fu l'arrivo di un nuovo volante monorazza rivestito in schiuma di poliuretano.
Il logo dorato apparve anche sullo sportello posteriore del cofano. Ma la novità maggiore d'inizio 1973 fu l'ampliamento della gamma con la nuova Ami Super: forte del buon successo ottenuto dal modello (anche in Italia), ma anche consapevoli della modesta potenza del motore bicilindrico, la casa francese decise di introdurre questa versione di punta equipaggiata con il motore della Citroën GS, della cilindrata di 1015 cm³ ed in grado di erogare fino a 53.5 CV DIN. Disponibile nelle versioni berlina, Break e Service (una Break 3 porte), la Super adottava un telaio rinforzato, sospensioni più rigide, una barra stabilizzatrice anche sull'assale posteriore, oltre ad un allestimento più completo (fari allo iodio, finiture più curate, calandra con listello cromato) e cruscotto specifico. All'interno la differenza di maggior rilievo era la leva del cambio montata sul pavimento, e non più sporgente dal cruscotto, scelta conseguente all'adozione della trasmissione della GS, particolare che rendeva subito riconoscibile la versione Super.

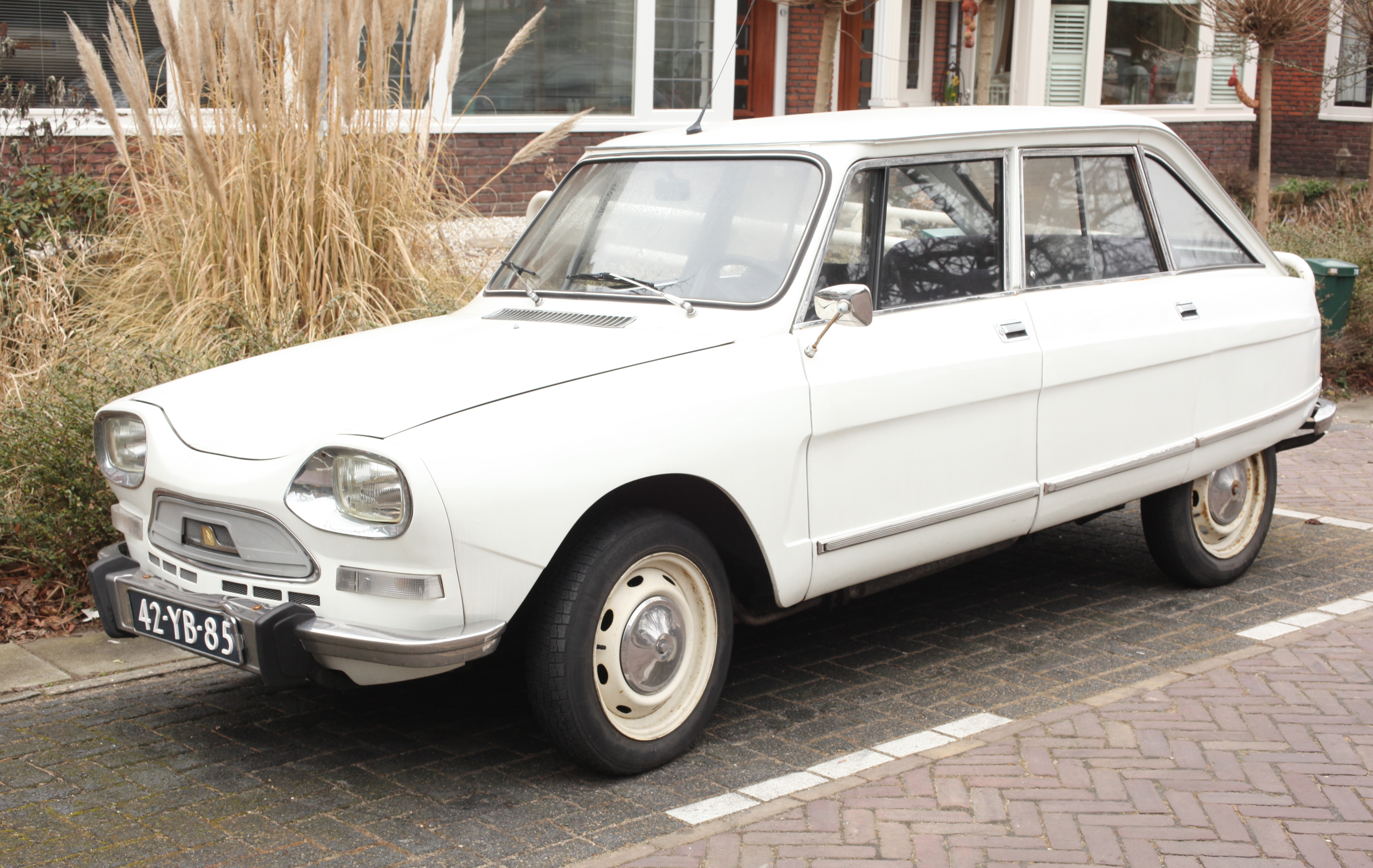
Una Ami Super

Tra la fine del 1973 e l'inizio del 1974, anche le Ami 8 con motore bicilindrico adottarono il cruscotto della Ami Super e sparì l'allestimento Club lasciando in listino solo il Confort. Un anno dopo, gli indicatori di direzione divennero bianchi anziché arancioni.
Nell'ottobre del 1975 la Ami 8 Service rimase in listino solo in versione con cassone lamierato e nel marzo dell'anno seguente la Ami Super fu tolta di produzione: nonostante le buone prestazioni (140 km/h contro i 115 delle Ami bicilindriche), la Ami Super non ottenne il successo sperato, forse a causa del prezzo alto, e venne quindi tolta di listino.
Nel 1976 la Ami 8 Service fu ribattezzata Ami 8 Enterprise, mentre su tutta la gamma l'impianto frenante divenne a doppio circuito e sulle Break il divanetto posteriore divenne abbattibile. Nel mese di settembre dello stesso anno, la gamma passò ad un sistema di sospensioni ad assali indipendenti l'uno dall'altro e non più interattivi tra loro: in pratica vennero eliminati i molloni orizzontali di compensazione. Esternamente le Ami 8 prodotte da questo momento in poi erano distinguibili per la calandra nera invece che argentata. Cominciò da qui la fase calante della carriera della vettura.
Alla fine del 1977 furono solo 31.997 le Ami 8 vendute: la vettura aveva fatto il suo tempo ed era arrivato il momento di sostituirla: nel luglio del 1978 fu tolta di produzione e tre mesi dopo venne introdotta al suo posto la Citroën Visa. La Ami 8 Break le sopravvisse di un anno, fino al mese di settembre del 1979.
In tutto sono state prodotte 800.775 Ami 8, di cui 44.820 Super.

### Riepilogo caratteristiche
Di seguito vengono riportate le caratteristiche relative alle varie versioni previste per la gamma Ami 8:
| Modello                                   | Ami 8 | Ami 8 | Ami 8 Break | Ami 8 Service | Ami 8 Enterprise | Ami Super | Ami Super Break | Ami Super Service |
| Sigla modello                             | AM3 | AMJA | AMB3/AMJB | AMC3/AMJC | AMC3/AMJC | AMJF | AMJG | AMJH |
| Motore                                    | M28 | M28 | M28 | M28 | M28 | G10/612 | G10/612 | G10/612 |
| Posizione                                 | anteriore | anteriore | anteriore | anteriore | anteriore | anteriore | anteriore | anteriore |
| Numero e disposizione dei cilindri        | 2 cilindri boxer orizzontale | 2 cilindri boxer orizzontale | 2 cilindri boxer orizzontale | 2 cilindri boxer orizzontale | 2 cilindri boxer orizzontale | 4 cilindri boxer orizzontale | 4 cilindri boxer orizzontale | 4 cilindri boxer orizzontale |
| Cilindrata (cm³)                          | 602 | 602 | 602 | 602 | 602 | 1015 | 1015 | 1015 |
| Alimentazione                             | Carburatore Solex 26-35 CSIC o 26-35 SCIC | Carburatore Solex 26-35 CSIC o 26-35 SCIC | Carburatore Solex 26-35 CSIC o 26-35 SCIC | Carburatore Solex 26-35 CSIC o 26-35 SCIC | Carburatore Solex 26-35 CSIC o 26-35 SCIC | Carburatore Solex 28 CICM | Carburatore Solex 28 CICM | Carburatore Solex 28 CICM |
| Potenza nominale (kW [CV DIN] a giri/min) | 23.5 (32) a 5750 giri/min | 23.5 (32) a 5750 giri/min | 23.5 (32) a 5750 giri/min | 23.5 (32) a 5750 giri/min | 23.5 (32) a 5750 giri/min | 39.3 (53.5) a 6500 giri/min | 39.3 (53.5) a 6500 giri/min | 39.3 (53.5) a 6500 giri/min |
| Coppia nominale [Nm] a giri/min]          | 46.4 a 4750 giri/min | 46.4 a 4750 giri/min | 46.4 a 4750 giri/min | 46.4 a 4750 giri/min | 46.4 a 4750 giri/min | 70.6 a 3500 giri/min | 70.6 a 3500 giri/min | 70.6 a 3500 giri/min |
| Frizione                                  | monodisco a secco | monodisco a secco | monodisco a secco | monodisco a secco | monodisco a secco | monodisco a secco | monodisco a secco | monodisco a secco |
| Trazione                                  | anteriore | anteriore | anteriore | anteriore | anteriore | anteriore | anteriore | anteriore |
| Cambio                                    | manuale a 4 marce | manuale a 4 marce | manuale a 4 marce | manuale a 4 marce | manuale a 4 marce | manuale a 4 marce | manuale a 4 marce | manuale a 4 marce |
| Struttura                                 | telaio a piattaforma con carrozzeria imbullonata | telaio a piattaforma con carrozzeria imbullonata | telaio a piattaforma con carrozzeria imbullonata | telaio a piattaforma con carrozzeria imbullonata | telaio a piattaforma con carrozzeria imbullonata | telaio a piattaforma con carrozzeria imbullonata | telaio a piattaforma con carrozzeria imbullonata | telaio a piattaforma con carrozzeria imbullonata |
| Sospensioni ant.                          | a ruote indipendenti, con ammortizzatori idraulici telescopici, molle elicoidali, barra antirollio e molloni orizzontali per l'interazione con il retrotreno             | a ruote indipendenti, con ammortizzatori idraulici telescopici, molle elicoidali, barra antirollio e molloni orizzontali per l'interazione con il retrotreno             | a ruote indipendenti, con ammortizzatori idraulici telescopici, molle elicoidali, barra antirollio e molloni orizzontali per l'interazione con il retrotreno             | a ruote indipendenti, con ammortizzatori idraulici telescopici, molle elicoidali, barra antirollio e molloni orizzontali per l'interazione con il retrotreno             | a ruote indipendenti, con ammortizzatori idraulici telescopici, molle elicoidali, barra antirollio e molloni orizzontali per l'interazione con il retrotreno             | a ruote indipendenti, con ammortizzatori idraulici telescopici, molle elicoidali, barra antirollio e molloni orizzontali per l'interazione con il retrotreno | a ruote indipendenti, con ammortizzatori idraulici telescopici, molle elicoidali, barra antirollio e molloni orizzontali per l'interazione con il retrotreno | a ruote indipendenti, con ammortizzatori idraulici telescopici, molle elicoidali, barra antirollio e molloni orizzontali per l'interazione con il retrotreno |
| Sospensioni post.                         | a ruote indipendenti, con ammortizzatori ad inerzia (idraulici telescopici a partire dal 1971), molle elicoidali e molloni orizzontali per l'interazione con l'avantreno | a ruote indipendenti, con ammortizzatori ad inerzia (idraulici telescopici a partire dal 1971), molle elicoidali e molloni orizzontali per l'interazione con l'avantreno | a ruote indipendenti, con ammortizzatori ad inerzia (idraulici telescopici a partire dal 1971), molle elicoidali e molloni orizzontali per l'interazione con l'avantreno | a ruote indipendenti, con ammortizzatori ad inerzia (idraulici telescopici a partire dal 1971), molle elicoidali e molloni orizzontali per l'interazione con l'avantreno | a ruote indipendenti, con ammortizzatori ad inerzia (idraulici telescopici a partire dal 1971), molle elicoidali e molloni orizzontali per l'interazione con l'avantreno | a ruote indipendenti, con ammortizzatori idraulici telescopici, molle elicoidali, barra antirollio e molloni orizzontali per l'interazione con l'avantreno   | a ruote indipendenti, con ammortizzatori idraulici telescopici, molle elicoidali, barra antirollio e molloni orizzontali per l'interazione con l'avantreno   | a ruote indipendenti, con ammortizzatori idraulici telescopici, molle elicoidali, barra antirollio e molloni orizzontali per l'interazione con l'avantreno   |
| Impianto frenante                         | ant. e post. a tamburo | ant. a disco, post. a tamburo | ant. e post. a tamburo (ant. a disco e post. a tamburo per AMJB e AMJC)                                                                                                  | ant. e post. a tamburo (ant. a disco e post. a tamburo per AMJB e AMJC)                                                                                                  | ant. e post. a tamburo (ant. a disco e post. a tamburo per AMJB e AMJC)                                                                                                  | ant. a disco, post. a tamburo | ant. a disco, post. a tamburo | ant. a disco, post. a tamburo |
| Pneumatici                                | 125x380 | 135x380 | 125x380 (AMB3) o 135x380 (AMJB) | 125x380 (AMC3) o 135x380 (AMJC) | 125x380 (AMC3) o 135x380 (AMJC) | 135SR x 15 | 135SR x 15 | 135SR x 15 |
| Massa in ordine di marcia                 | 725 | 725 | 725 | 725 | 725 | 805 | 815 | 815 |
| Serbatoio                                 | 32 litri | 32 litri | 32 litri | 32 litri | 32 litri | 40 litri | 40 litri | 40 litri |
| Velocità massima (km/h)                   | 123 | 123 | 120 | 120 | 120 | 140 | 140 | 140 |
| Consumo medio                             | 5.7 litri/100 km | 5.7 litri/100 km | 5.7 litri/100 km | 5.7 litri/100 km | 5.7 litri/100 km | 7 litri/100 km | 7 litri/100 km | 7 litri/100 km |
| Periodo di produzione                     | 03/1969 - 07/1969 | 07/1969 - 07/1978 | 09/1969 - 1976 | 09/1969 - 1976 | 1976-09/1979 | 01/1973-03/1976 | 01/1973-03/1976 | 01/1973-03/1976 |
| Esemplari prodotti                        | 342.743 | 342.743 | 386.582 | 26.630 | 26.630 | 24.797 | 19.222 | 801 |

## Versioni speciali

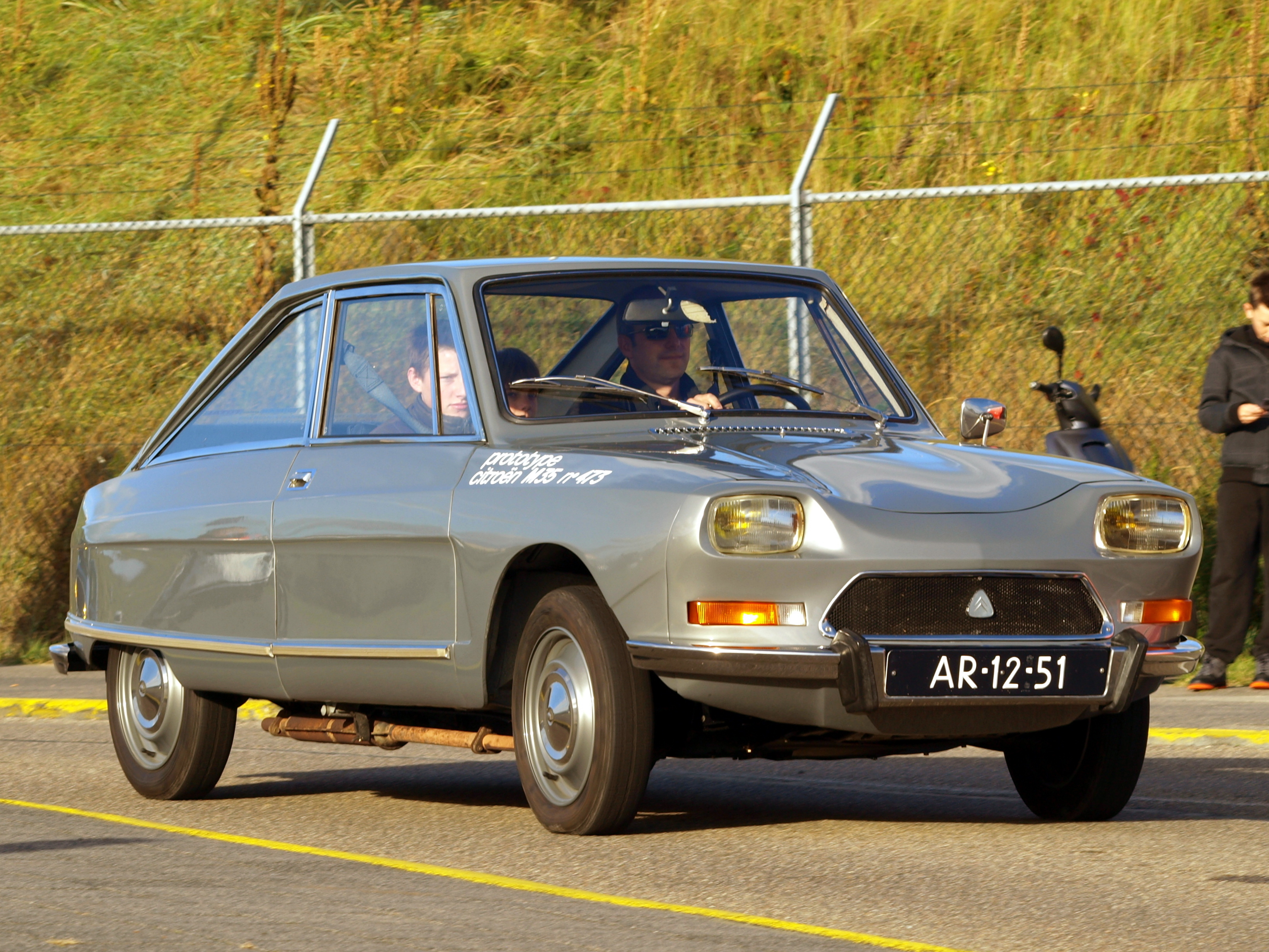
Una Citroën M35

La Ami 8 generò una versione speciale molto particolare, la M35 del 1969.
Se dal punto di vista estetico la M35 sembrava sostanzialmente una versione coupé della Ami 8, dal punto di vista tecnico le novità erano sostanziali. La M35 aveva un telaio nuovo, con le sospensioni idropneumatiche, mentre il motore era un Wankel monorotore di 497 cm³ da 49 CV.
La M35 venne costruita dalla carrozzeria Heuliez in soli 267 esemplari (numerati), assegnati dalla Citroën ad una serie di clienti selezionati per testare il motore Wankel.
La Casa francese, infatti, nella seconda metà degli anni sessanta credeva molto nelle potenzialità del motore rotativo, tanto che nel 1967 aveva fondato, assieme alla NSU, la Comotor, un'azienda specializzata nella produzione di motori Wankel.
La M35 non venne mai costruita in serie, ma la sua sperimentazione servì alla Citroën sia per produrre la GS Birotor del 1973 (inserita ufficialmente nel listino della Casa), che per realizzare un elicottero sperimentale con motore rotativo.